# Kim Chung-sim
Kim Chung-sim (27 de novembro de 1990) é uma futebolista norte-coreana que atua como meia.

## Carreira
Kim Chung-sim integrou o elenco da Seleção Norte-Coreana de Futebol Feminino, nas Olimpíadas de 2012. 